# 141P/Machholz
141P/Machholz, o anche cometa Machholz 2, è una cometa periodica scoperta nel 1994 dall'astrofilo statunitense Donald Edward Machholz. Poco dopo la sua scoperta è andata incontro ad un fenomeno di frammentazione preceduto da un aumento di luminosità che la rese visibile anche con l'uso di binocoli.
Il 17 dicembre 2036 il frammento A dovrebbe passare a circa 18 milioni di km dalla Terra.

## Storia delle osservazioni
- Perielio 1994: la cometa ha avuto una luminosità superiore a quella poi registrata nei passaggi successivi: probabilmente ha subito un outburst, ossia un'esplosione che ha frammentato il nucleo e momentaneamente aumentato la luminosità della cometa. Il 28 agosto 1994 venne individuato un nucleo secondario[5], il 2 settembre un terzo nucleo[6], il 4 settembre altri due nuclei[7]. Designato come A il nucleo principale della cometa, scoperto per primo, i nuclei secondari sono stati denominati rispettivamente B, C, D e E[8], il 5 ottobre il nucleo D è risultato a sua volta sdoppiato in due parti[9] denominate F e G. Il frammento principale, denominato A, ha raggiunto una luminosità di 7,2a[10], il frammento B la 12,2a, il frammento D la 8,8a, il frammento E la 12,2a[9][11]. I nuclei più luminosi e presumibilmente più grandi sono stati l'A e il D.

- Perielio 1999: sono stati riosservati i due frammenti maggiori [12][13].

- Perielio 2005: è stato osservato solo il frammento A.

- Perielio 2010: il passaggio ebbe una geometria sfavorevole e non poté essere osservato.

- Perielio 2015: durante il passaggio fu possibile effettuare buone osservazioni e venne individuato un ulteriore frammento di nucleo a cui fu attribuito la lettera H.[14]

- Perielio 2020: questo passaggio ha permesso una buona serie di osservazioni. Tra il 4 dicembre 2020 e il 26 gennaio 2021 fu scoperto un nuovo frammento denominato I [15].

- Perielio 2026: per il passaggio del 2026 si prevede una geometria sfavorevole alle osservazioni.[14]

Tutte queste frammentazioni portano a prevedere per il futuro la disgregazione totale della cometa come avvenuto per altre comete che hanno avuto vicende similari.